# Краснобережский сельсовет
Краснобере́жский сельсовет (бел. Краснабярэжскі сельсавет) — административная единица на территории Жлобинского района Гомельской области Республики Беларусь. Административный центр — агрогородок Красный Берег.
Площадь сельсовета — 149,4 км2
Количество населённых пунктов — 15

## Транспортная сеть
Расстояние от Красного Берега до Жлобина — 25 км, до Гомеля — 120 км.

## Демографическая характеристика
1271 двор, 565 дачников и 3005 жителей в 2023 году, в том числе — трудоспособного — 1549 человек, пенсионеров — 802, молодёжи до 18 лет — 641 человек, детей до 15 лет — 377, до 31 года — 948 человек, инвалидов общего заболевания — 127, участников ВОВ — 1 человек, инвалидов ВОВ — 1, узников — 5 человек, участников ликвидации аварии на ЧАЭС — 4 человека, жителей, достигших 100 лет — нет.

## Населенные пункты и население
Административно-территориальное расположение по состоянию на 2023 год:
| №      | Населённый пункт         | До центра с/с, км | Дво ров | Дач ников | Насе ления | В том числе:      | В том числе:  | В том числе: |
| №      | Населённый пункт         | До центра с/с, км | Дво ров | Дач ников | Насе ления | трудо способ ного | пен сио неров | до 31 года   |
| 1      | Красный Берег            | -                 | 818     | 133       | 2171       | 1083              | 531           | 754          |
| 2      | Радуша                   | 6,7               | 241     | 117       | 518        | 284               | 154           | 144          |
| 3      | Чертёж                   | 7,6               | 27      | 61        | 28         | 9                 | 19            | -            |
| 4      | Борщёвка                 | 10,8              | 39      | 45        | 56         | 34                | 17            | 8            |
| 5      | Горбачёвка               | 5,4               | 20      | 34        | 29         | 15                | 9             | 8            |
| 6      | Курганье                 | 7,5               | 8       | 25        | 9          | 3                 | 6             | -            |
| 7      | Святое                   | 9,6               | 10      | 14        | 15         | 7                 | 6             | 2            |
| 8      | Круги                    | 12,3              | 14      | 14        | 27         | 16                | 10            | 4            |
| 9      | Марусенька               | 2,8               | 20      | 26        | 35         | 22                | 12            | 6            |
| 10     | Казимировская Слободка   | 3,5               | 25      | 20        | 39         | 25                | 14            | 6            |
| 11     | Змеёвка                  | 8,3               | 9       | 26        | 12         | 4                 | 8             | 1            |
| 12     | Краснобережская Слободка | 1,0               | 30      | 29        | 55         | 42                | 10            | 14           |
| 13     | Красная Слобода          | 7,8               | 8       | 12        | 8          | 4                 | 4             | -            |
| 14     | Лобск                    | 13,6              | 1       | 5         | 1          | 1                 | -             | 1            |
| 15     | Климовка                 | 3,9               | 1       | 4         | 2          | -                 | 2             | -            |
| Всего: | Всего:                   | Всего:            | 1271    | 565       | 3005       | 1549              | 802           | 948          |

## Экономическое положение
Сельхозугодья — 7326,67 га, земельный фонд — 14 938,63 га, земля граждан — 608,01 га, земля общего пользования — 130 га. Количество КРС в личных хозяйствах граждан — 50. Количество сельскохозяйственных предприятий — 1, молочно-товарных ферм (комплексов) — 2, комплексов (ферм) по откорму КРС — 2, мехмастерских — 2. Фермерских хозяйств — 2.

## Инфраструктура
Общественные бани — нет, частные бани — 384, шахтные колодцы — 103.

## Почётные граждане
Васильчик Виктор Михайлович (07.11.1895-12.12.1971) — ветеран Великой Отечественной войны, подпольщик.